# Una recensione letteraria
Una recensione letteraria, in danese En literair Anmeldelse, è un'opera del filosofo Søren Kierkegaard uscita il 30 marzo 1846.

## Contenuto e temi
L'autore fa una critica della novella Due epoche (in danese To Tidsaldre) di Thomasine Gyllembourg, pubblicata anonima (ma a cura di Johan Ludvig Heiberg) il 30 ottobre 1845. Più che un saggio letterario scrive però una specie di "pamphlet" politico, dove distingue "epoca della rivoluzione" ed "epoca attuale" (ovvero anche i momenti della vita guidati da entusiasmo e passione contro quelli votati alla forzatura  matematica dell'uguaglianza depersonalizzante).
Kierkegaard dichiara di non voler appartenere al proprio tempo, non tanto per essergli infedele, quanto per rimanere fedele a se stesso, nonostante le esigenze della propria epoca che spesso inganna e porta fuori strada. Infatti, "di tutti gli ingannati i più infelici sono quanti ingannano se stessi". In particolare nel terzo capitolo si allontana dalla novella recensita per parlare piuttosto di conformismo, cui opporre una vera passione. Questa passione è essenzialmente forma, cultura, rispetto (persino quando si presenta violenta, licenziosa e selvaggia), poiché mai futile o inconcludente, ed è decorosa (poiché fa da garanzia che esista un elemento sacro e quindi segreto), immediata, rivelatrice, non contraddittoria (non si sofferma sui pro e contra, anzi decide, spinge, persino quando il suo "impetus" porta al male), quindi agente (proprio perché non ritardataria tramite riflessioni preliminari o allungata da chiosature postume) e in opposizione a riflessioni e contemplazioni che non siano gesto immediato.
Al contrario l'epoca attuale è per Kierkegaard dominata da indolenza e avvisi che, annunciando, evitano che succeda quel che ci si è proposti di fare. Essa si oppone all'"entusiasmo ardente" con l'"oculata apatia". "Che un uomo consista o cada nella propria opera non è più di moda; invece tutti stan seduti e campano brillantemente grazie a qualche riflessione e grazie quindi al fatto di conoscere benissimo il da farsi". Il risultato è comico, senza sentimento, senza interiorità. E la folla ride, ma non sa. Infatti, "voler essere spiritosi quando non si possiede la ricchezza dell'interiorità è voler scialare col superfluo e mancare del necessario, è come dice il proverbio vendersi i pantaloni e comperare una parrucca". Non è insomma epoca per eroi, amanti, pensatori, cavalieri della fede, filantropi o disperati.
La moralità è carattere, cioè quel che rimane inciso dentro; ma il mare non ha carattere, né la sabbia, né la ragionevolezza astratta che mancando di interiorità manca di carattere. Persino l'immoralità in quanto energia è carattere. "La distinzione tra bene e male viene snervata da una frivola e distinta contezza teorica del male, da un'altezzosa saggezza la quale sa che il bene non è degno di lode o di fatica a questo mendo, sicché diviene quasi citrullagine. Nessuno è trascinato dal bene in grandi imprese, nessuno è sollecitato dal male a peccati atroci". Il risultato (e principio unificante) dell'epoca è l'invidia, che tira "uno scherzo all'eccellenza".
Collegato all'invidia è il livellamento, "mentre un'epoca appassionata accelera, solleva e abbatte, esalta e umilia, un'epoca riflessa e spassionata fa il contrario: strozza e impedisce". Se a capo di una rivolta può stare un uomo particolare, a capo del livellamento c'è l'astrazione del pubblico che vince sugli individui, questa "autocombustione del genere umano indotta dall'attrito che si crea quando viene a mancare l'isolamento religioso dell'interiorità personale".
A questo livellamento – condotto dal pubblico (questo "gigantesco nulla", questa finta unità astratta) – si può rispondere con il salto del singolo che sostituisce all'intesa con la folla l'accordo con se stesso. La folla come insieme è il più pericoloso e il più innocuo dei poteri, una categoria che è "meno di un'unica, per quanto umile, persona reale" e che ha la tendenza a risolvere tutto in chiacchiere, superficialità esibizionista, civetteria, ragionamento anonimo e superfluo. Quelli che non hanno fatto il salto potranno anche intendere questa incapacità di riconoscersi nella folla come una specie di sofferenza, ma chi l'ha fatto sospetterà – pur non potendo averne certezza, che viene solo dall'ubbidienza al divino – che si tratti di una vittoria.
Kierkegaard fa riferimento anche al proprio lavoro di scrittore, che non ha mai cercato consenso del pubblico, ma si è accontentato di risvegliare "quel singolo". Giunge persino a dire che l'intelligenza "teme che l'azione contraria all'intelligenza passi per un'azione priva d'intelligenza [...]; nemmeno la bontà immediata conosce il pericolo riflessivo di passare per debolezza, e proprio perciò dopo la riflessione ci vuole un "impetus" religioso per disincagliare la bontà".
Nelle ultime righe, l'autore riporta il proprio scritto alla sua semplice funzione di recensione concludendo, con tipico paradosso, che "attirare l'attenzione di qualcuno sulla novella non è affar mio, mi parrebbe addirittura sconvenientemente presuntoso. Se invece qualcuno mi chiedesse un consiglio, gli consiglierei di leggerla – e se l'ha letta, di rileggerla da capo".
Edmund Husserl, Martin Heidegger, Karl Jaspers e Karl Löwith tennero questo libretto in gran conto.

## Edizioni
- Due epoche [parziale del solo capitolo 3], a cura di Dario Borso, Viterbo: Stampa alternativa, 1994 ISBN 88-7226-195-3
- Una recensione letteraria, a cura di Dario Borso, Milano: Guerini e Associati, 1995 ISBN 88-7802-567-4
- La nostra epoca, a cura di Dario Borso, Brescia: Morcelliana, 2013 ISBN 978-88-372-2739-5